# Normale wetenschap
Normale wetenschap is een lange periode van betrekkelijke rust in de wetenschap waarbij bestaande paradigma's niet op de proef worden gesteld. Dit in tegenstelling tot revolutionaire wetenschap die een paradigmaverschuiving teweeg kan brengen. Het begrip is afkomstig van Thomas Kuhn die dit uitwerkte in The Structure of Scientific Revolutions waarin hij betoogt dat wetenschap niet altijd volgens de strenge eisen van de wetenschappelijke methode wordt bedreven.
Kuhn zag normale wetenschap als een vorm van puzzelen binnen het bestaande paradigma. De waarnemingen die niet in de bestaande modellen of paradigma's passen, anomalieën, worden veelal genegeerd als uitzonderingen waarbij de strenge eisen van de wetenschappelijke methode versoepeld worden om het bestaande model niet te veel onder spanning te zetten.
Bij te veel afwijkingen kan een nieuwe set theorieën ontstaan, de revolutionaire wetenschap die alle tot dan toe bekende waarnemingen op een andere manier kan verklaren. Er zal zich rond de nieuwe theorie een groep wetenschappers vormen die de nieuwe theorie aanhangen, maar tegelijkertijd zal er onder andere wetenschappers een weerstand opkomen tegen deze verandering; deze laatste groep zal de oude theorie blijven verdedigen.
Silvio Funtowicz en Jerome Ravetz ontwikkelden het concept van post-normale wetenschap.